# Templo Zenshoan

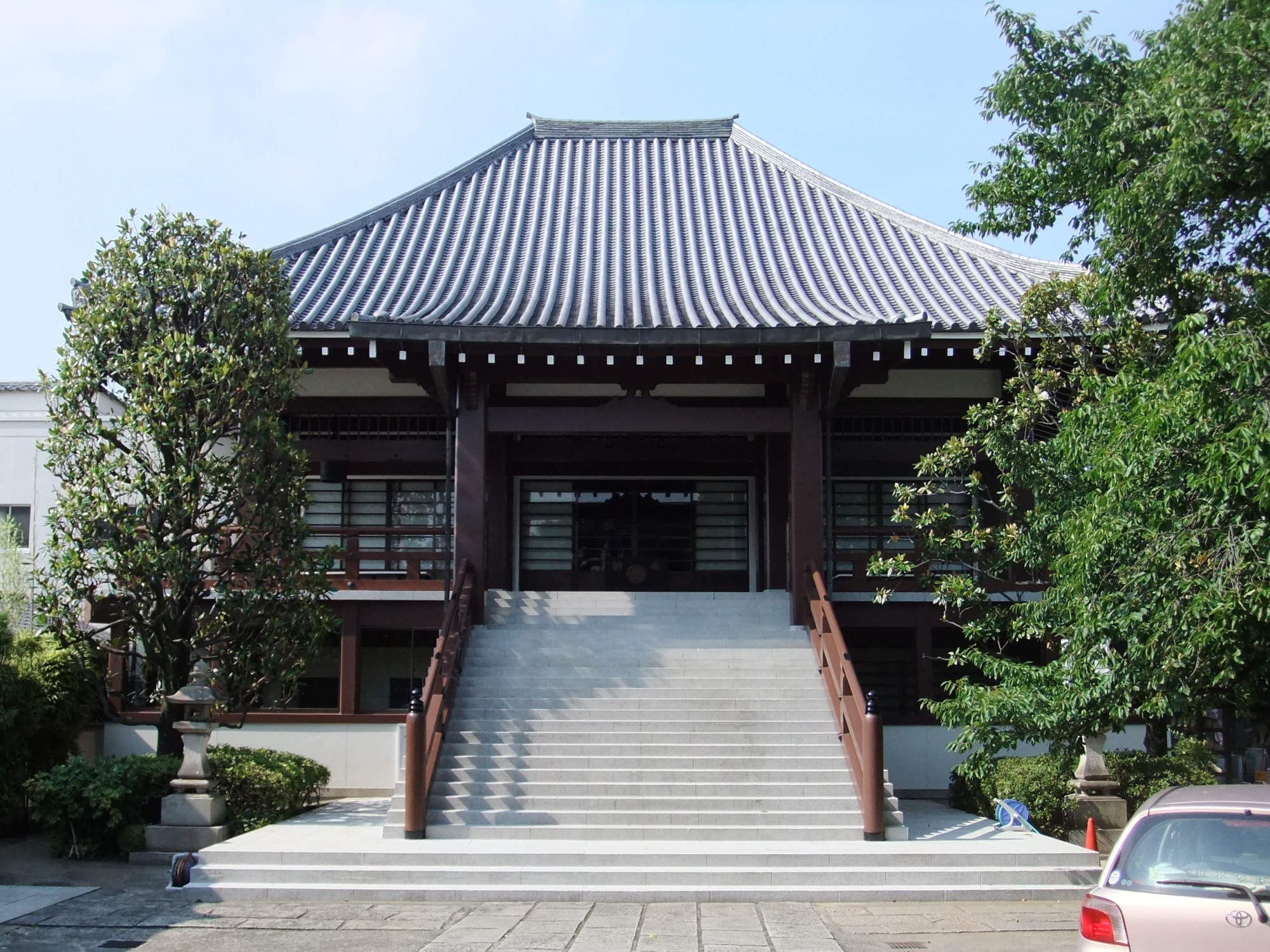
Fachada del Templo Zenshoan.

El Templo de Zenshoan (en japonés; 全生庵) es un famoso templo budista ubicado al sur de la ciudad de Tokio (Japón), es conocido principalmente por albergar en él pinturas que representan a fantasmas japoneses. El Templo de Zenshoan está situado a cinco minutos andando desde la estación de Sendagi (en el barrio especial de Taito) en la línea de metro de Chiyoda.
Fue fundado en 1883 por Yamaoka Tesshū. El templo retuvo una influencia significativa con el liderazgo político japonés del siglo XX.
Cada agosto el Templo de Zenshoan abre las puertas de su galería, pues posee una enorme colección privada de pinturas de fantasmas del período Edo. Las 50 pinturas sobre seda, la mayoría datan de 150 a 200 años, representan una variedad de apariciones de lo más desesperado a lo más horroroso. Las pinturas fueron recogidas por Sanyu-tei Encho ((三游亭円朝), narrador famoso (artista del rakugo) que al término de la era Edo, a finales del siglo XIX, estudió en Zenshoan. 
Encho coleccionó las pinturas como fuente de inspiración para los cuentos fantasmales que a él le gustaba contar en verano. Esto es así porque en Japón durante el mes de agosto se celebra el O-bon, festividad que honra a los difuntos y que corresponde al Halloween de la cultural occidental. Contar historias de fantasmas ha sido de largo un pasatiempo popular del verano en Japón, y mucha gente cree en los espíritus de los muertos. En vísperas de los rituales de agosto (festivales del bon, ceremonias conmemorativas, limpieza, etc.) realizados para acoger con satisfacción los espíritus de antepasados, mientras visitan el mundo terrenal. 
Las pinturas de fantasmas están en exhibición del 1 al 31 de agosto. El precio de la entrada es 300 yenes.

## Pinturas de yurei
Entre las pinturas que se encuentran en Zenshoan destacan:
- "El Fantasma" por el pintor Iijima Koga es el retrato de la aparición fantasmal de una mujer alcohólica con todas las características físicas horrorosas que se esperan de estas figuras, kimono funerario y manos huesudas, con largo cabello desgreñado, aspecto flotante y una mueca dolida que revela una boca repleta por completo de dientes negros. (Periodo Edo).

- Fantasma por el pintor Utagawa Hiroshige, el fantasma de una joven cantante callejera ciega, con un ojo blanco abierto de par en par, llevando un shamisen mientras flota sobre la superficie de un río como en camino a una actuación.

- "Kohada Koheiji" del pintor Utagawa Kunitoshi muestra el carácter principal de una novela famosa del período Edo (publicada en 1803) por Santo Kyoden. En la historia, después de que Koheiji sea asesinado por su esposa y su amante, su fantasma desgarbado vuelve en la noche para frecuentarlos mirando con fijeza a través de la mosquitera que rodea su cama.

- Escena de Kaidan Chibusa Enoki por Ito Seiu, representa una vieja historia en la cual el fantasma de un pintor muerto vuelve para proteger a su bebé contra su asesino, un samurái errante que sedujo a su esposa mientras él estaba ausente por su trabajo. Esta pintura muestra al fantasma sosteniendo el bebé mientras se detiene debajo de la cascada de Juniso (donde ahora se localiza el parque de Shinjuku Chuo de Tokio).

- El tema del "fantasma" por Rinrin es una mujer que parece estar derritiéndose, con una mirada en blanco desesperada y las costillas demacradas visibles bajo su ropa. (Periodo-Edo).

- Fantasma en la lluvia de Ikeda Ayaoka muestra una aparición femenina de aspecto desolado afuera en una tormenta, con fuegos fatuos levantándose de donde sus pies deberían estar.(Periodo Edo).

- "Los fantasmas del marido y de la esposa" por Otai son el retrato de un matrimonio de aparecidos - un tema visto raramente en pinturas de fantasmas. La siniestra pareja se representa sujetando un cráneo humano. El marido está usando un tocado funerario budista tradicional, y tiene la cara manchada de sangre.

- Fantasma con una cabeza cortada de Kawakami Togai muestra una aparición femenina que acuna cariñosamente la cabeza de un hombre, posiblemente su marido.

- El tema del "fantasma" por Gyoshin es una figura patética, demacrada, con pelo ralo y dientes ennegrecidos. Parece haber un toque de humor en su expresión (Periodo Edo).

- "El monstruo de mar" por Utagawa Hoen representa un umi-bozu (un espíritu del folclore japonés) que está al acecho cerca de un barco anclado en la orilla, con la luna localizada exactamente donde la boca del monstruo debería estar.

- "El sauce y la luna" por Koson parece al primer vistazo nada más que una escena pacífica iluminada por la luna en el borde del agua, pero si se mira con detenimiento la luna y las nubes forman una cara amenazadora en el cielo, y las ramas finas del sauce forman la imagen del cabello desgreñado.